# Lithi borohydride
Lithi borohydride (công thức hóa học: LiBH4) là một tetrahydroborat và được biết đến trong quá trình tổng hợp hữu cơ như một chất khử cho este. Mặc dù ít phổ biến hơn natri borohydride, nhưng muối lithi mang lại một số ưu điểm, là một chất khử mạnh hơn và có khả năng hòa tan cao trong ete, trong khi vẫn an toàn hơn so với lithi nhôm hydride.

## Điều chế
Lithi borohydride có thể được điều chế bằng phản ứng siêu phân tử, xảy ra khi phay bằng bột thông thường có sẵn natri borohydride, và lithi bromide:
NaBH4 + LiBr → NaBr + LiBH4
Ngoài ra nó có thể được tổng hợp bằng cách xử lý bo triflorua với lithi hydride trong đietyl ete:
BF3 + 4LiH → LiBH4 + 3LiF

## Phản ứng
Lithi borohydride là chất khử mạnh hơn natri borohydride. Trong hỗn hợp methanol và ete diethyl, lithium borohydride có thể làm giảm este thành rượu và amit bậc nhất đến amin. Ngược lại, các chất nền này không bị ảnh hưởng bởi sodium borohydrit. Tính phản ứng được tăng cường là do sự phân cực của chất nền cacbonyl bằng cách phức tạp với ion lithi.